# L'Abidjanaise
L'Abidjanaise (Abidjans sång) är Elfenbenskustens nationalsång. Texten är skriven av Mathieu Ekra, Joachim Bony och Pierre Marie Coty. Musiken är komponerad av Pierre Marie Coty och Pierre Michel Pango. Sången blev nationalsång 7 augusti 1960 och är så alltjämt trots att Abidjan inte längre är huvudstad.